# El bon patró
El bon patró (títol original, El buen patrón) és una pel·lícula espanyola de 2021 dirigida per Fernando León de Aranoa i protagonitzada per Javier Bardem. El repartiment principal del film es completa amb Manolo Solo, Almudena Amor, Óscar de la Fuente, Sonia Almarcha, Fernando Albizu, Tarik Rmili, Rafa Castejón i Celso Bugallo. S'ha doblat i subtitulat al català per TV3.
El rodatge de la pel·lícula va començar a Madrid l'octubre de 2020. El juliol de 2021 es va anunciar que seria presentada oficialment al Festival Internacional de Cinema de Sant Sebastià, mentre que l'estrena en sales va ser el 15 d'octubre. El 5 d'octubre de 2021, va ser seleccionada per l'Acadèmia de les Arts i les Ciències Cinematogràfiques d'Espanya per a la 94a edició dels Premis Oscar, en la categoria de Millor Pel·lícula Internacional.
A més, Zeltia Montes ha rebut el Premi Goya de millor BSO amb la seua banda sonora:

## Argument
Blanco (Javier Bardem), el carismàtic propietari d'una empresa que fabrica balances industrials, espera la imminent visita d'una comissió que decidirà el seu destí i l'obtenció d'un premi local a l'Excel·lència Empresarial i, per tant, tot ha d'estar immaculat. Això no obstant, tot sembla conspirar contra ell. Treballant a contrarellotge, Blanco intenta resoldre els problemes dels seus empleats creuant, però, totes les línies imaginables i donant lloc a una inesperada i explosiva successió d'esdeveniments de conseqüències poc previsibles.